# عبد الله ماتام
عبد الله ماتاملاعب كرة قدم جزائري كان يلعب مع نادي وفاق سطيف. يلعب في مركز وسط الميدان.